# Stubnitz

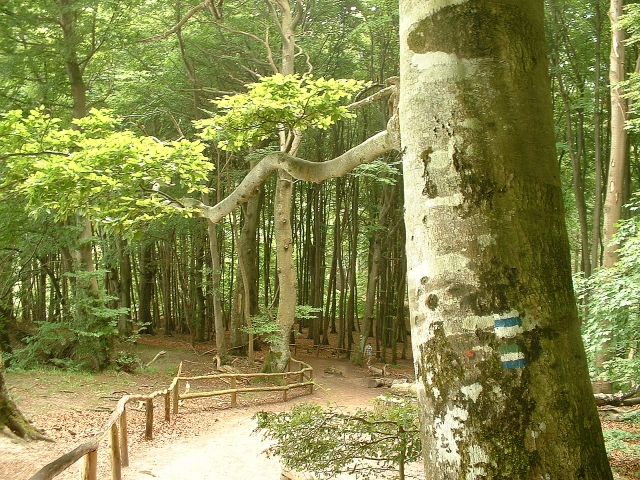
Rödbokar i Stubnitz

Stubnitz är ett cirka 2 400 hektar stort kuperat bokskogslandskap på Rügens nordöstra kust (på halvön Jasmund). Skogen sträcker sig från staden Sassnitz till byn Lohme och är nästan helt en del av den 3 000 hektar stora nationalparken Jasmund. Namnet Stubnitz är förmodligen av slaviskt ursprung, men det finns i litteraturen en mängd olika tolkningar.
Den 25 juni 2011 lades bokskogen i parken till Unescos världsarvslista som en förlängning av Karpaternas urskogar och Tysklands hundraåriga bokskogar. Stubnitz ligger på Jasmundhalvön, som kännetecknas av dramatiska vita kritklippor.